# NJ1型柴油机车
NJ1型“捷力”柴油机车是中国铁路的柴油机车车型之一，由四方机车车辆厂联合株洲电力机车研究所、永济电机厂、大连内燃机车研究所等单位于1999年研制成功，是中国第一种采用交—直—交流传动技术的柴油机车，适用于调车和小运转作业。NJ1型机车是铁道部“九五”期间机车车辆工业重点科技开发项目之一，采用了日本三菱电机的IPM牵引逆变器。

## 发展历史

### 背景
自1990年代初起，随着世界上交流传动技术的成熟和所具有的优点，已经逐步成为国际上电力传动柴油机车发展的必然趋势，美国、德国、瑞士、日本等国均开始批量生产交流传动柴油机车。为了满足中国铁路“提速、重载”的发展需要，中华人民共和国铁道部决定在第九个五年计划期间着手开发以交流传动技术为主要特征的中国第四代柴油机车。

### 研制
1997年初，中国铁道部正式发表了《关于下达1997年铁路计划的通知》，提出了交流传动柴油机车的研制计划。根据铁道部要求，四方机车车辆厂联合株洲电力机车研究所、永济电机厂、大连内燃机车研究所等单位，于1997年开始开发研制交流传动调车机车；由于当时中国的大功率牵引逆变器技术尚未成熟，遂选择与日本三菱电机公司合作。1998年1月，机车的技术设计方案通过了铁道部的设计审查；同年8月，铁道部正式下达了设计任务书，并开始投入试制。新型机车定型为NJ1型，其中“N”代表内燃机车、“J”代表交流传动，同时机车并被命名为“捷力”号。
1999年9月8日，中国首台NJ1型交流传动柴油机车在青岛四方机车车辆厂竣工并举行了剪彩仪式。NJ1型机车采用了由株洲电力机车研究所和日本三菱电机公司联合研制、三菱电机制造的IPM牵引逆变器，以及国产异步牵引电机、柴油机变频起动、三相凸极式无刷励磁同步主发动机、交流辅助传动系统、多处理器微机控制系统、内插式大传动比牵引齿轮等新技术。

### 试验
NJ1型0001号机车出厂及完成安全评估试验后，于1999年12月开始在济南铁路局淄博机务段投入运用，主要担当调车及干线小运转作业；至2000年11月底，机车已走行超过96000公里。测试结果显示，NJ1型机车的牵引性能明显优于同等功率的东风5型调车机车，起动加速度和最大牵引力分别比东风5型机车大超过70%、15%以上，机车的总效率比东风5型机车高1.6%，但燃油消耗量比东风5型机车高约28%。2001年4月，0001号机车转赴北京环行铁道试验基地并完成了机车型式试验，包括牵引热工试验、动力学性能试验、制动性能试验。2001年6月，NJ1型0002、0003机车配属济南铁路局济南西机务段投入运行；同年10月底，NJ1型交流传动柴油机车通过铁道部技术鉴定。NJ1型机车并获2003年度中国铁道学会科学技术奖的一等奖。

### 运用
2001年，秦皇岛港务局通过国际招标，对外订购两台交流传动调车柴油机车，最终由四方机车车辆厂夺得订单。该型柴油机车设计代号为J67，并同样被称为“捷力”号，是NJ1型机车的改进产品，机车改装用一台英国拉斯顿公司（Ruston）的柴油机，标定功率为2310千瓦，装车功率为2100千瓦，其余部分大致与NJ1型机车相同，在平直道上牵引6000吨时平衡速度不低于40公里/小时。两台“捷力”机车于2002年11月交付秦皇岛港务局使用，担当秦皇岛东站至码头之间的调车作业。
2003年，济南铁路局的三台NJ1型机车均改配属青岛机务段，主要担当青岛铁路枢纽内港湾站、青岛站、青岛西站之间的调车任务。2006年，随着铁道部实行运输生产力布局的调整，济南西机务段先后与淄博、青岛、聊城机务段整合，三台NJ1型机车改配属为济南西机务段青岛运用车间。2007年底，济南铁路局停用NJ1型机车，并封存于青岛车间（原青岛机务段）。

## 技术特点

### 总体布置
根据调车机车作业特点，NJ1型柴油机车采用外走廊结构的车架承载罩式车体，机车中部两侧及两端设有露天走台与扶梯。机车车体从前到后依次为冷却室、动力室、辅助室、电气室、司机室和变频室。动力室在机车中部，安装了一套柴油发电机组，并装有膨胀水箱、预热锅炉、燃油泵、启动机油泵、燃油预热器等辅助设备及各种管路。冷却室内设有V型结构的散热器和冷却风扇，下方设有前转向架牵引电机通风机、空气压缩机及辅助电器柜。辅助室内装有空气滤清器、起动发电机、后转向架牵引电机通风机、辅助传动箱等设备。电气室内设有两台牵引逆变器、电器柜及制动电阻柜。司机室内对角布置有两台相同的操纵台，以便司机选择任意一个方向操纵机车。变频室短罩内设有柴油机变频起动装置。车底两台转向架之间设有燃油箱、总风缸和蓄电池箱。

### 柴油机
机车装用一台与东风5型机车相同的 8240ZJC 型柴油机，该型柴油机为8气缸、直列式、四冲程、废气涡轮增压的直喷式中速柴油机，采用铸焊组合机体、合金球墨铸铁曲轴，额定转速为每分钟1000转，装车功率为1320千瓦。NJ1型机车采用了柴油机变频起动，柴油机起动时由蓄电池供应直流电，经变频起动装置逆变成三相交流电后，供给交流起动发电机，通过齿轮传动箱、万向轴驱动柴油机。

### 传动系统
NJ1型机车的主传动系统采用架控式交—直—交流电传动方式。机车牵引时，柴油机通过法兰盘直接驱动一台三相交流同步牵引发电机，发出的三相交流电通过全波整流装置转换成直流电，然后由两台IPM牵引逆变器将恒定的中间直流电变换成幅值、频率可调的三相交流电，分别供给两台转向架的牵引电动机，通过传动齿轮驱动车轮。而在使用电阻制动时，牵引电动机发出的三相交流电反馈到逆变器，经过反向二极管整流，将交流电转换成直流电，再由制动斩波器调节消耗能量，经直流联接电路将电能送到制动电阻。
机车采用 JF208 型三相凸极式无刷励磁同步发电机，取消了传统的励磁机和励磁整流柜，由微机控制励磁电流来调节发电机输出电压。
机车的牵引逆变器为三菱电机制 MAP-173-15VD76 型两点式电压源逆变器，每台逆变器包括一个三相逆变器和一个制动斩波器，功率控制器件为IPM-IGBT模块（3.3kV／1.2kA），冷却方式为强迫风冷。
机车采用的 JD108S 型牵引电动机为鼠笼式六极三相异步牵引电动机，小时额定功率为165千瓦，持续功率为180千瓦，冷却方式为强迫风冷，采用磁场定向矢量控制方式。
NJ1型机车采用交流辅助传动系统，并采用可编程控制器（PLC）控制。交流起动发动机发出的三相交流电分别向通风机、冷却风扇、空气压缩机和蓄电池供电，取代了静液压和机械传动。机车微机控制系统具有逆变器变频控制、柴油机恒功率控制、电阻制动控制等功能，并设有数据采集、记录、故障诊断及故障提示功能。

### 转向架
机车走行部为两台三轴转向架，轴式Co-Co，其结构与东风5型机车转向架基本相同，采用钢板箱形焊接结构。一系悬挂采用独立轴箱拉杆定位圆弹簧加液压减震器，二系悬挂采用橡胶旁承，牵引力和制动力通过低位四连杆机构牵引装置传递。牵引电动机采用滚动轴承抱轴半悬挂结构、单边直齿传动，其中小齿轮设计成内插式齿轮，将齿轮传动比提高到81/14（5.87），减小了簧下重量，同时也使提高了牵引电动机的持续转速。